# 愛岐日報
愛岐日報（あいぎにっぽう）は、かつて愛知県および岐阜県において販売されていた日刊新聞。

## 概要
この新聞は、1876年（明治9年）8月に田原の医師鈴木春山の孫にあたる鈴木才三が編集長として『愛知日報』の題で発刊された。当時、愛知県下では既に愛知新聞が日刊紙として発行されていたが、愛知新聞は政府寄りの新聞であって、自由主義的な新聞としては県下で初めてのものだった。鈴木才三は福沢諭吉の門下生であって、この論調は諭吉仕込みのものであった。同年11月には、早速『愛岐日報』と改題し、愛知県に加えて岐阜県にも進出を果たしている。日刊となったのは翌年1月であった。
同紙の論客としては、内藤魯一・村松愛蔵・宮本千真木・広瀬重雄・小池雄などが紙面に登場し、自由民権運動の推進に一役買った。
1886年（明治19年）1月1日、愛知県令勝間田稔により県下三紙が合同し、扶桑新聞および絵入扶桑新聞となり、終焉を迎えた。